# Същински слепоци
Същинските слепоци, още крехари (Anguis), са род влечуги, външно много напомнящи на змии въпреки че всъщност принадлежи към подразред Гущери (Sauria).

## Описание
Дължината им достига около 50 cm. Отличава се от змиите по наличието на клепач и преливането между главата и тялото. Подобно на повечето видове от подразреда могат да откъснат опашката си без сериозна вреда за здравето им. Този ход им помага да се спасят от повечето хищници, които след опит да за залавяне остават само с опашката в ноктите си.
Друга интересна особеност рядка сред влечугите е, че са живородни.

## Списък на видовете
Род Слепоци
- Вид Anguis fragilis – Слепок
- Вид Anguis cephalonnicus